# Giorgione Calcio 1992-1993
Questa voce raccoglie le informazioni riguardanti il Giorgione Calcio nelle competizioni ufficiali della stagione 1992-1993.

## Rosa
| N. |                   | Ruolo | Calciatore          |
| -- | ----------------- | ----- | ------------------- |
|    | Italia (bandiera) | C     | Walter Antonello    |
|    | Italia (bandiera) | C     | Alessandro Bellemo  |
|    | Italia (bandiera) | C     | Daniele Bellotto    |
|    | Italia (bandiera) | C     | Roberto Bonvicini   |
|    | Italia (bandiera) | C     | Matteo Carrer       |
|    | Italia (bandiera) | D     | Andrea Da Rold      |
|    | Italia (bandiera) | C     | Stefano Della Bella |
|    | Italia (bandiera) |       | Dotto               |
|    | Italia (bandiera) | A     | Andrea Giordano     |
|    | Italia (bandiera) | C     | William Gobbato     |

| N. |                   | Ruolo | Calciatore        |
| -- | ----------------- | ----- | ----------------- |
|    | Italia (bandiera) | A     | Stefano Marchetti |
|    | Italia (bandiera) | C     | Fabio Mason       |
|    | Italia (bandiera) | D     | Mirco Omiccioli   |
|    | Italia (bandiera) | D     | Marco Penzo       |
|    | Italia (bandiera) | P     | Andrea Pierobon   |
|    | Italia (bandiera) | D     | Luca Riondato     |
|    | Italia (bandiera) | C     | Fabio Segato      |
|    | Italia (bandiera) | D     | Nicola Stocco     |
|    | Italia (bandiera) | C     | Dario Tollardo    |
|    | Italia (bandiera) | P     | Alessio Vidotto   |